# What Every Iceman Knows

What Every Iceman Knows  est un film américain de Leo McCarey et Hal Yates sorti en 1927.

## Fiche technique
- Titre original : What Every Iceman Knows
- Réalisation : Leo McCarey et Hal Yates
- Photographie : Floyd Jackman
- Montage : Richard C. Currier
- Production : Hal Roach
- Société de production : Hal Roach Studios
- Société de distribution : Pathé Exchange
- Pays d’origine :  États-Unis
- Langue : Anglais
- Format : 1,33:1, 35 mm, noir et blanc
- Durée : 600m
- Date de sortie : 17 septembre 1927

## Distribution
- Max Davidson
- Dot Farley
- Sidney Gordon
- Eugene Pallette
- Leo Willis